# Hadovka
Hadovka este o arie protejată (arie specială de conservare — SAC, sit de importanță comunitară — SCI) din Republica Cehă întinsă pe o suprafață de 3,3 ha, integral pe uscat.

## Localizare
Centrul sitului Hadovka este situat la coordonatele 49°52′30″N 12°55′21″E / 49.875°N 12.9225°E.

## Înființare
Situl Hadovka a fost declarat sit de importanță comunitară în noiembrie 2009 pentru a proteja 1 specie de animale. Situl a fost protejat și ca arie specială de conservare în august 2018.

## Biodiversitate
Situată în ecoregiunea continentală, aria protejată nu include niciun habitat protejat.
La baza desemnării sitului se află o specie protejată de  pești: zglăvoacă (Cottus gobio).